# Soile Isokoski
Soile Marja Isokoski, född 14 februari 1957 i Posio, är en finländsk operasångerska (sopran). 
Isokoski bedrev sångstudier vid Sibelius-Akademin i Helsingfors för Gunni Granberg och Seija Mikkonen (diplom 1984), samt avlade kantor-organistexamen vid Sibelius-Akademin i Kuopio 1985. Hon vann första pris i sångtävlingen i Villmanstrand 1987 och första pris i Elly Ameling-tävlingen i Haag 1988. Hon var anställd vid Finlands nationalopera 1987–1994 och engagerades därpå vid operan i Wien. Hon har även framträtt bland annat vid Operafestspelen i Nyslott, vid musikfestspelen i Salzburg, på Covent Garden i London, vid olika tyska scener och på Metropolitan Opera House i New York. Härvid har hon samverkat med vår tids ledande dirigenter såsom Claudio Abbado, Riccardo Muti, Daniel Barenboim, Bernard Haitink och Seiji Ozawa. Hennes roller omfattar ett vidsträckt spektrum, från Grevinnan i Figaros bröllop och Pamina i Trollflöjten till Eva i Mästersångarna i Nürnberg och Elsa i Lohengrin; även bland annat Mimi i La Bohème. 
Isokoski tilldelades Pro Finlandia-medaljen 2002.

## Utmärkelser
- Pro Finlandia-medaljen av Finlands Lejons orden,  6 december 2002[1]
- Kommendörstecknet av Finlands Lejons orden,  6 december 2023[2]

[Redigera Wikidata]